# 이해룡 (배우)
이해룡(李海龍, 본명(本名)은 이정웅(李正雄), 1936년 8월 16일 ~ )은 대한민국의 영화 배우이다.

## 생애
1955년 영화 '처녀별'의 제작부로 영화계 데뷔.

## 출연작

### 연극
- 1956년 《협객 임꺽정》 ... 조선 명종 이환 역(조연)
- 1968년 《협객 홍길동》 ... 조선 중종 이역 역(단역)
- 1971년 《협객 일지매》 ... 박인걸 역(주인공)

### 영화
- 2002년 《싸울아비》
- 2001년 《흑수선》- 탈출포로들 역
- 2000년 《춘향뎐》- 순천부사 역
- 2000년 《깡패법칙》
- 1999년 《인정사정 볼 것 없다》
- 1998년 《미끼》- 황 의원 역
- 1997년 《파트너》- 국회의원 역
- 1997년 《창》
- 1996년 《축제》- 함평매형 역
- 1996년 《알바트로스》- 작업반장 역
- 1996년 《투캅스 2》- 노두삼 역
- 1995년 《48+1》- 오 사장 역
- 1995년 《천재 선언》- 영 역
- 1995년 《해병묵시록》
- 1995년 《머저리와 등신들》- 김 사장 역
- 1995년 《무궁화 꽃이 피었습니다》- 박성길 역
- 1995년 《위대한 헌터 GJ》
- 1994년 《불의 태양》- 수사관 모리 역
- 1994년 《해적》- 박 사장 역
- 1994년 《하몽화몽 서울》- 사장 역
- 1994년 《태백산맥》
- 1993년 《영구와 공룡 쮸쮸》
- 1993년 《유혹의 샘》
- 1993년 《무정의 제3부두》- 설 사장 역
- 1993년 《오사카의 푸른 밤》
- 1993년 《검은 모자》- 건달들 역
- 1992년 《미스터 맘마》- 영주 부 역
- 1992년 《돈황제》- 이 회장 역
- 1992년 《결혼 이야기》- 국장 역
- 1992년 《고독한 실력자》
- 1992년 《모두가 죽이고 싶던 여자》
- 1992년 《사랑과 눈물》
- 1991년 《사의 찬미》
- 1991년 《핸드백 속의 이야기》- 석영 생부 역
- 1991년 《제5의 사나이》
- 1991년 《누가 용의 발톱을 보았는가》
- 1991년 《뽕밭 나그네》
- 1991년 《장군의 아들 2》
- 1991년 《검은 휘파람》- 조 형사 역
- 1991년 《독재소공화국》- 졸업생 역
- 1990년 《꼭지딴》
- 1990년 《서울 통화중》- 남자 역
- 1990년 《검은 도시》
- 1990년 《어느 모델의 사랑》
- 1990년 《장군의 아들》- 우미관 김만복 사장 역
- 1990년 《이조 여인숙명사 청상계》- 박생원 역
- 1990년 《누가 붉은 장미를 꺾었나》
- 1990년 《미친 사랑의 노래》- 중년 남자 역
- 1990년 《마리화나》
- 1989년 《그 후로도 오랫동안》
- 1989년 《행복은 성적순이 아니잖아요》- 은주 부 역
- 1989년 《백치원앙》
- 1989년 《불의 나라》- 고 사장 역
- 1989년 《개그맨》
- 1989년 《화춘》
- 1988년 《둥지 속의 철새》
- 1988년 《돌아이 4 - 둔버기》- 혁이 역
- 1988년 《합궁》
- 1988년 《대물》
- 1988년 《그 마지막 겨울》
- 1988년 《더블베드 소동》- 근배 역
- 1988년 《빠걸》- 중년 역
- 1988년 《늑대의 호기심이 비둘기를 훔쳤다》- 삼촌 역
- 1987년 《푸른 계절의 열기》
- 1987년 《고속도로》
- 1987년 《호걸춘풍》
- 1987년 《가슴으로 타는 밤》
- 1987년 《미미와 철수의 청춘 스케치》- 철수 부 역
- 1987년 《서울은 여자를 좋아해》
- 1987년 《연산군》
- 1987년 《요화 어을우동》
- 1987년 《화려한 변신》
- 1987년 《다섯 사람들》
- 1987년 《덫》
- 1987년 《토요일은 밤이 없다》- 윤 사장 역
- 1987년 《나는 다시 살고 싶다》
- 1986년 《황진이》
- 1986년 《오사까대부》
- 1986년 《돌아이 2》
- 1986년 《열병시대》
- 1985년 《돌아이》
- 1985년 《작년에 왔던 각설이》
- 1985년 《고래 사냥 2》
- 1985년 《유리의 성》
- 1985년 《인간시장 2 - 불타는 욕망》
- 1985년 《깊고 깊은 그곳에》
- 1985년 《야망과 도전》
- 1984년 《병사는 돌아왔는가》
- 1984년 《너는 다시 살고 싶다》
- 1984년 《남과 북》
- 1984년 《고래 사냥》
- 1984년 《그해 겨울은 따뜻했네》
- 1984년 《뜸부기 새벽을 날다》
- 1984년 《저 하늘에도 슬픔이》
- 1984년 《나도 몰래 어느새》
- 1984년 《각설이 품바 타령》
- 1984년 《여인잔혹사 물레야 물레야》
- 1983년 《인간시장 - 작은 악마 스물두살의 자서전》
- 1983년 《0시의 호텔》
- 1983년 《짝코》
- 1982년 《소문십이방》
- 1982년 《내가 사랑했다》
- 1982년 《욕망의 늪》
- 1982년 《종로 부루스》
- 1982년 《철인들》
- 1982년 《날마다 허물벗는 꽃뱀》
- 1982년 《아벤고 공수군단》- 개털 잠바 역
- 1982년 《무녀의 밤》
- 1982년 《복수는 내게 맡겨라》
- 1981년 《인터폴》
- 1981년 《금강혈인》
- 1981년 《겨울로 가는 마차》
- 1981년 《두 아들 2》
- 1980년 《최후의 증인》
- 1980년 《땅울림》
- 1980년 《조용히 살고 싶다》
- 1980년 《귀화산장》
- 1980년 《복부인》
- 1979년 《동백꽃 신사》
- 1979년 《병태와 영자》
- 1979년 《가시를 삼킨 장미》
- 1979년 《맨발의 청춘》
- 1979년 《내가 버린 남자》
- 1978년 《제3공작》
- 1978년 《이한몸 다바쳐》
- 1978년 《부초》
- 1978년 《대동강 출신》
- 1978년 《오룡대협》
- 1977년 《돌아와요 부산항》
- 1977년 《제3부두 고슴도치》
- 1976년 《바다의 사자들》
- 1976년 《핏줄》
- 1976년 《그래 그래 오늘은 안녕》
- 1976년 《보르네오에서 돌아온 덕팔이》
- 1976년 《원산공작》
- 1976년 《용서받은 여인》
- 1976년 《국제경찰》
- 1976년 《왕십리》
- 1976년 《돌아온 팔도강산》
- 1975년 《지옥의 초대장》
- 1975년 《태백산맥》
- 1975년 《청춘극장》
- 1975년 《잔류첩자》
- 1975년 《눈물젖은 샌드백》
- 1975년 《왜 그랬던가》
- 1974년 《대비상망》
- 1974년 《풍운의 권객》
- 1974년 《멋진 사나이들》
- 1974년 《들국화는 피었는데》
- 1974년 《회상》
- 1974년 《5천리 대도망》
- 1974년 《증언》
- 1973년 《쥬리아와 도꾸가와 이에야스》
- 1973년 《석양의 두 얼굴》
- 1973년 《황소타고 시집왔네》
- 1973년 《섬개구리 만세》
- 1972년 《1대 1》
- 1971년 《훼리호를 타라》
- 1971년 《무정의 네온가》
- 1971년 《철낭자》
- 1971년 《인간사표를 써라》
- 1970년 《세조대왕》
- 1969년 《육군 김일병》
- 1969년 《쟘바 Q》
- 1969년 《사나이 중 사나이》
- 1969년 《전하 어디로 가시나이까》
- 1969년 《상해 임시정부》
- 1969년 《검은 비상선》
- 1969년 《암살자》
- 1969년 《어느 하늘아래서》
- 1969년 《차라리 남이라면》
- 1969년 《사나이 U.D.T》
- 1968년 《가로수의 합창》
- 1968년 《지옥의 십자로》
- 1968년 《제삼지대》
- 1968년 《흐느끼는 백조》
- 1967년 《사기한 미스터 허》
- 1967년 《여자 베트콩 18호》
- 1967년 《얼룩무늬의 사나이》
- 1966년 《초우》
- 1966년 《청춘대학》
- 1966년 《잊을 수 없는 연인》
- 1966년 《8240 K.L.O》
- 1965년 《흑맥》
- 1965년 《인정사정 볼 것 없다》
- 1965년 《여자만이 울어야 하나》
- 1965년 《성난 얼굴로 돌아보라》
- 1965년 《인천상륙작전》
- 1965년 《흑룡강》
- 1965년 《피와 살》
- 1964년 《마의 계단》- 의사 역
- 1964년 《양자강》
- 1964년 《검은 머리》
- 1964년 《추격자》
- 1963년 《로맨스 가족》
- 1963년 《돌아오지 않는 해병》
- 1963년 《YMS 504의 수병》
- 1961년 《격류》
- 1961년 《바보온달과 평강공주》
- 1961년 《에밀레종》
- 1961년 《사형수의 딸》
- 1960년 《이 생명 다하도록》
- 1959년 《백진주》
- 1959년 《유관순》
- 1959년 《이름없는 별들》
- 1959년 《논개》

### TV 드라마
- 1996년 KBS1 《용의 눈물》
- 1995년 MBC 《제4공화국》 ... 김진영 대령 역
- 1993년 MBC 《제3공화국》 ... 태성영화사 사장 이화룡 역
- 1989년 KBS2 《무풍지대》 ... 이화룡 역

### TV 프로그램
- 2015년 EBS 《토크쇼 부모 고수다》 ... 2015년 12월 30일 수요일 게스트

### 라디오 프로그램
- 2016년 EBS FM 《EBS 책 읽는 라디오 낭독 시리즈》

## 수상
- 1989년 제27회 대종상 영화발전공로상
- 1995년 제6회 춘사대상영화제 우수연기상 《무궁화 꽃이 피었습니다》
- 2021년 제40회 황금촬영상 연기 공로상
- 2024년 제11회 서울국제영화대상 공로상

## 가족 관계
- 부인 : 배영자 (1935년 5월 4일 ~ 2014년 1월 17일)